# Тайната на заключената стая
„Тайната на заключената стая“ (на английски: The Adventure of the Copper Beeches) е разказ на писателя Артър Конан Дойл за известния детектив Шерлок Холмс. Включен е в книгата „Приключенията на Шерлок Холмс“, публикувана през 1892 година.

## Сюжет
Внимание:  Текстът по-долу разкрива сюжета на произведението (или части от него)!
Към Шерлок Холмс се обръща за помощ младата девойка Виолет Хънтър, която си изкарва прехраната с работа като гувернантка. Тя е получила много изгодна оферта от семейство Рукасел живеещо в замъка „Копър Бийч“. Поради ограниченото си финансово положение тя е принудена да приеме предложението. За щедрата такса госпожица Хънтър трябва да направи първо едно странно условие: да отреже дългата си луксозна коса. Холмс е заинтриговат от необяснима щедрост на господин Рукасел и съветва госпожица Хънтър в случай на тревога веднага му се обади за помощ.
След известно време госпожица Хънтър извиква Холмс и Уотсън с телеграма и им разказва, че с нея са настъпили странни събития. Господин Рукасел е женен отново и че съпругата му е невъзпитана и негостоприемна жена, а малкия ѝ син е необичайно жестоко дете. По-голямата дъщеря от първия му брак, Алиса, по думите на г-н Рукасел, е отишла във Филаделфия, тъй като не е можела да живее с мащехата си.
Господин Рукасел дава чужда рокля на госпожица Хънтър, която е идеална за фигурата ѝ, и в определени часове я кара да седи до прозореца, забавлявайки я с шеги. Един ден, госпожица Хънтър вижда през прозореца, че в този момент от улицата я наблюдава един мъж. Освен това, в чекмедже на шкафа, госпожица Хънтър е намерила коса, която е много подобна на нейната, която тя е отрязала. Особено внимание е предизвикал у нея тавана, където господин Рукасел казва, че се занимава с фотография. Веднъж Виолет се опитва да влезе в заключената там стая, но след това вижда, че има някой е вътре. Като научава за това, господин Рукасел избухва в неописуем гняв и заплашва госпожица Хънтър да насъска върху нея огромното куче, което охранява къщата през нощта.
Холмс и Уотсън пристигат в замъка „Копър Бийч“. Госпожица Хънтър заключва готвачката в килера, и тримата проникват в таванското помещение, където, според Холмс, трябва да е държана принудително дъщерята на Рукасел, Алис. Госпожица Хънтър несъзнателно е играла ролята на булката за жениха на Алис, който е наблюдавал къщата. В таванското помещение обаче не намират Алиса, защото тя е избягала. Влетящият в тавана след Холмс, Уотсън и госпожица Хънтър, господин Руксел ги обвинява в организиране на бягството на дъщеря му и се опитва да насъска върху тях кучето пазач. Но огромното куче едва не откъсва главата на самия Рукасел, чупейки му вратните прешлени, като превръща Рукасел парализиран инвалид.